# SC Cambuur
A Sportclub Cambuur-Leeuwarden labdarúgócsapat Leeuwardenben, Hollandiában, jelenleg a holland labdarúgó-bajnokság másodosztályában szerepel. 
Hazai mérkőzéseiket a 10500 fő befogadására alkalmas Cambuur Stadionban játsszák.

## Története
A klubot 1964-ben alapították. 1988 és 1990 között a csapat vezetőedzője Popovics Sándor volt.

## Sikerei
- Holland másodosztály
  - 1. hely (3): 1991–92, 2012–13, 2020–21

## Jelenlegi keret
2022. január 30. állapotoknak megfelelően.
| #  |     | Poszt | Név                |
| -- | --- | ----- | ------------------ |
| 1  | NED | K     | Sonny Stevens      |
| 2  | NED | V     | Jasper ter Heide   |
| 3  | SUR | V     | Calvin Mac-Intosch |
| 4  | NED | V     | Erik Schouten      |
| 5  | NED | V     | Doke Schmidt       |
| 6  | NED | KP    | Mees Hoedemakers   |
| 7  | SLE | CS    | Issa Kallon        |
| 8  | NED | KP    | Jamie Jacobs       |
| 9  | NED | CS    | Tom Boere          |
| 10 | NED | KP    | Mitchel Paulissen  |
| 11 | NED | CS    | Patrick Joosten    |
| 12 | NED | K     | Pieter Bos         |
| 14 | NED | KP    | Michael Breij      |

| #  |     | Poszt | Név                  |
| -- | --- | ----- | -------------------- |
| 15 | NED | V     | Marco Tol            |
| 16 | NED | V     | Alex Bangura         |
| 17 | NED | KP    | Nick Doodeman        |
| 18 | GAB | V     | David Sambissa       |
| 20 | FRA | KP    | Robin Maulun         |
| 21 | HUN | CS    | Kiss Tamás           |
| 23 | NED | V     | Maxim Gullit         |
| 27 | NED | V     | Sekou Sylla          |
| 28 | LVA | CS    | Roberts Uldriķis     |
| 31 | NED | K     | Brett Minnema        |
| 33 | HAI | V     | Jhondly van der Meer |
| 40 | NED | KP    | Stefan Deuling       |

## Híres labdarúgók
- Bert Konterman
- Michael Mols
- Jaap Stam
- Gregg Berhalter
- Rezá Gucsannezsád
- Milko Đurovski
- Albert Rusnák